# Malin Persson Giolito
Anna Malin Ulrika Persson Giolito (Stoccolma, 25 settembre 1969) è una scrittrice e avvocatessa svedese.

## Biografia
Nata nel 1969 a Stoccolma, vive e lavora a Bruxelles con il marito e le loro tre figlie.
Cresciuta nel sobborgo del Djursholm, ha lavorato per molti anni come avvocata per il più importante studio legale dei paesi nordici.
Figlia dello scrittore Leif G. W. Persson, è autrice di cinque romanzi di genere giallo dei quali Sabbie mobili è stato insignito di numerosi riconoscimenti (tra cui spicca il Glasnyckeln nel 2017) ed ha fornito il soggetto per la serie svedese Quicksand del 2019.

## Opere (parziale)

### Romanzi
- Dubbla slag (2008)
- Bara ett barn (2010)
- Bortom varje rimligt tvivel (2012)
- Sabbie mobili (Störst av allt, 2016), Milano, Salani, 2018 traduzione di Samanta K. Milton Knowles ISBN 978-88-93810-16-6.
- Processen (2018)
- Non lasciarmi cadere (I dina händer, 2022), Milano, Salani, 2023 traduzione di Andrea Berardini ISBN 978-88-93810-17-3.

## Riconoscimenti
- Premio svedese per la letteratura gialla: 2016 per Sabbie mobili[6]
- Glasnyckeln: 2017 per Sabbie mobili
- Prix du Polar Européen: 2018 per Sabbie mobili